# Gīlā Deh
Gīlā Deh (persiska: گیلا ده) är en ort i Iran.   Den ligger i provinsen Gilan, i den nordvästra delen av landet, 400 km nordväst om huvudstaden Teheran. Gīlā Deh ligger 551 meter över havet och antalet invånare är 545.
Terrängen runt Gīlā Deh är kuperad åt sydost, men åt nordväst är den bergig.Runt Gīlā Deh är det ganska tätbefolkat, med 192 invånare per kvadratkilometer. Närmaste större samhälle är Ābī Beyglū, 14,0 km sydväst om Gīlā Deh. I omgivningarna runt Gīlā Deh växer i huvudsak blandskog.